# Divine Buckrham
Divine Buckrham (* 5. Dezember 1999 in North Baldwin, New York) ist ein US-amerikanischer American-Football-Spieler auf der Position des Defensive Backs. Er spielte College-Football für die Lehigh University und die Lamar University.

## Werdegang
High School und College
Buckrham besuchte die Kiski School in Saltsburg, Pennsylvania, an der er zwei Jahre lang Kapitän der Mannschaft war und auch gerungen und Leichtathletik betrieben hat. In seinen vier Jahren an der Kiski School gewannen die Cougars immer den Centennial Cup gegen die rivalisierende Highschool Mercersburg. Zum Abschluss seiner Highschool-Zeit vertrat er eine amerikanische Auswahl bei einem Spiel in China gegen den lokalen Footballclub Shanghais. Dabei wurde er als Offensive MVP ausgezeichnet.
2017 verpflichtete sich Buckrham für die Lehigh University aus der NCAA Division I FCS. Nachdem er zuvor sowohl in der Offensive als auch in der Defensive gespielt hatte, wurde er bei den Mountain Hawks nur noch in der Secondary eingesetzt. Bereits in seiner Rookie-Saison konnte er sich für die Startformation empfehlen und war die letzten fünf Spiele auf der Position des Rovers gesetzt. In diesem Jahr wurden die Mountain Hawks Co-Meister der Patriot League. Ab der Saison 2019 lief Buckrham als Safety auf. In seiner aufgrund der Covid-19-Pandemie in den Frühling 2021 verschobenen Senior-Saison diente Buckrham dem Team als Kapitän, kam aber verletzungsbedingt nur im ersten Spiel zum Einsatz. Insgesamt verzeichnete er für die Mountain Hawks in 34 Spielen 95 Tackles und drei Pass-Break-ups. 2021 erhielt er mehrere Auszeichnungen. Zum einen wurde er von der Patriot League mit dem Award of Outstanding Leadership and Character geehrt, von seiner Universität bekam er für seine Loyalität, Selbstlosigkeit und Hingabe für den Lehigh-Football den Barry Fetterman Award verliehen. Zudem bekam er den James J. Duane III Student Life Leadership Award, den Ujima Award sowie den Student Senate Leadership Award.
Für die Saison 2021 transferierte Buckrham an die Lamar University, die ebenfalls in der NCAA Division I FCS beheimatet waren. Dort war er mit 52 Tackles, einer Interception und acht Pass-Break-ups in elf Spielen wesentlicher Bestandteil der Cardinals-Defensive.
Professionelle Karriere
Im Mai 2022 nahm Buckrham an einem Rookie Minicamp der Pittsburgh Steelers teil, wurde anschließend aber nicht verpflichtet. Bereits zuvor hatte er einen Vertrag bei den Potsdam Royals aus der German Football League (GFL) unterschrieben. Für die Royals kam er in zwölf Spielen zum Einsatz und verhalf dem Team mit 73 Tackles, drei Interceptions und sieben Pass-Break-ups zur Nordmeisterschaft. Im German Bowl unterlagen sie den Schwäbisch Hall Unicorns.
Buckrham stand in der XFL-Saison 2023 im Kader der San Antonio Brahmas. Er kam in sechs Spielen zum Einsatz. Kurz nach Abschluss der regulären XFL-Saison wurde er von den Raiders Tirol aus der European League of Football (ELF) vorgestellt. Für das Innsbrucker Franchise kam Buckrham in allen zwölf Spielen zum Einsatz. Er führte das Team mit drei Interceptions an. Zudem verzeichnete er 58 Tackles und wehrte neun Passversuche ab. Mit den Raiders verpasste er den Einzug in die Playoffs. 
Zur ELF-Saison 2024 wechselte Buckrham zur Frankfurt Galaxy.

## Privates
Buckrham hat zwei Brüder und zwei Schwestern. Er spricht neben Englisch auch Chinesisch.